# Мохамед Кедір
Мохамед Кедір  (амх. ሞሐመድ ከድር, 18 вересня 1953) — ефіопський легкоатлет, олімпійський медаліст.

## Виступи на Олімпіадах
| Олімпіада   | Дисципліна           | Місце |
| ----------- | -------------------- | ----- |
| Москва 1980 | біг на 5000 метрів   | 12    |
| Москва 1980 | біг на 10 000 метрів | 3     |